# Gelonos
Los Gelonos eran un pueblo asentado al norte de Escitia. Heródoto les atribuye un origen griego, pues destaca que hablaban una lengua medio griega, medio escita.
Su nombre deriva de la ciudad en la que habitaban, Gelono, que como describe Heródoto era un recinto de madera, con un perímetro defensivo de treinta estadios (5,3 km, lo cual parece demasiado amplio) muy alto y así mismo de madera, con casas y santuarios, de estos últimos algunos consagrados a dioses griegos a semejanza de los que había en la Hélade pero de madera. Cada dos años celebraban fiestas en honor de Dioniso, con ritos báquicos.